# Venancio Gombau
Venancio Gombau Santos, né à Cabanillas de la Sierra le 1er avril 1861 et mort à Salamanque le 11 août 1929, est un photographe et photojournaliste espagnol.

## Biographie
Venancio Gombau Santos est né dans la municipalité madrilène de Cabanillas de la Sierra au sein d'une famille appartenant à une grande saga de photographes. 
En 1880, à l'âge de dix-neuf ans, il débute comme apprenti dans l'atelier madrilène de son oncle, également appelé Venancio Gombau. Au début du XXe siècle, il travaille comme correspondant graphique pour diverses publications illustrées à Madrid, comme Blanco y Negro, La Esfera et Nuevo Mundo. Il a côtoyé des photographes tels que José Campúa et Alejandro Merletti.
Un an plus tard il se rend à Salamanque où il commence à travailler comme assistant photographe dans l'atelier de son beau-frère José Oliván. À son décès, il continue à travailler avec sa soeur sous la marque "Viuda de Oliván y hermano". En 1904, il ouvre son propre studio et commence à travailler comme indépendant. En plus de ce studio et grâce à la renommée acquise à Salamanque, il a pu ouvrir des succursales, grâce auxquelles il a pu photographier presque tout ce qui s'est passé dans la province au cours de ces années.

## Livres de photographies
- Por la España desconocida : La Alberca, Las Hurdes, Batuecas y Peña de Francia, texte de Marcos Rafael Blanco-Belmonte, Madrid, La Ilustración española y americana, 1911.

## Galerie

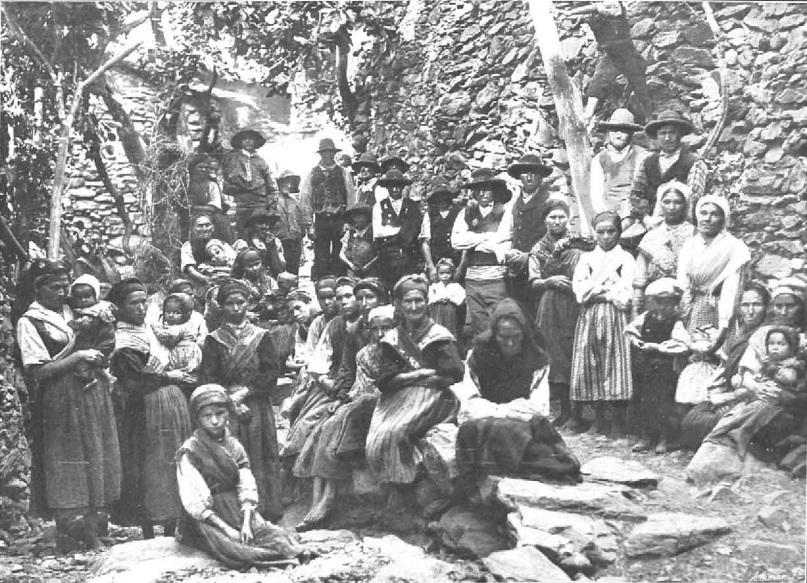
Groupe d'habitants de Las Hurdes en Estrémadure ; photographie publiée dans la revue La Ilustración Española y Americana, 30 juin 1908, p. 393.
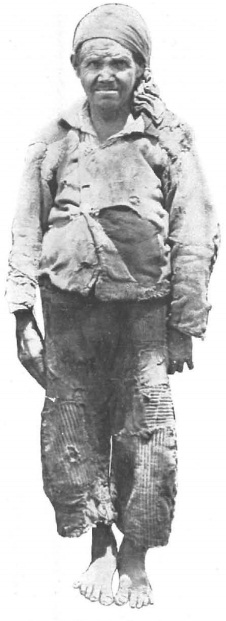
Un habitant de Las Hurdes ; photographie publiée dans la revue La Ilustración Española y Americana, 30 juin 1908, p. 392.
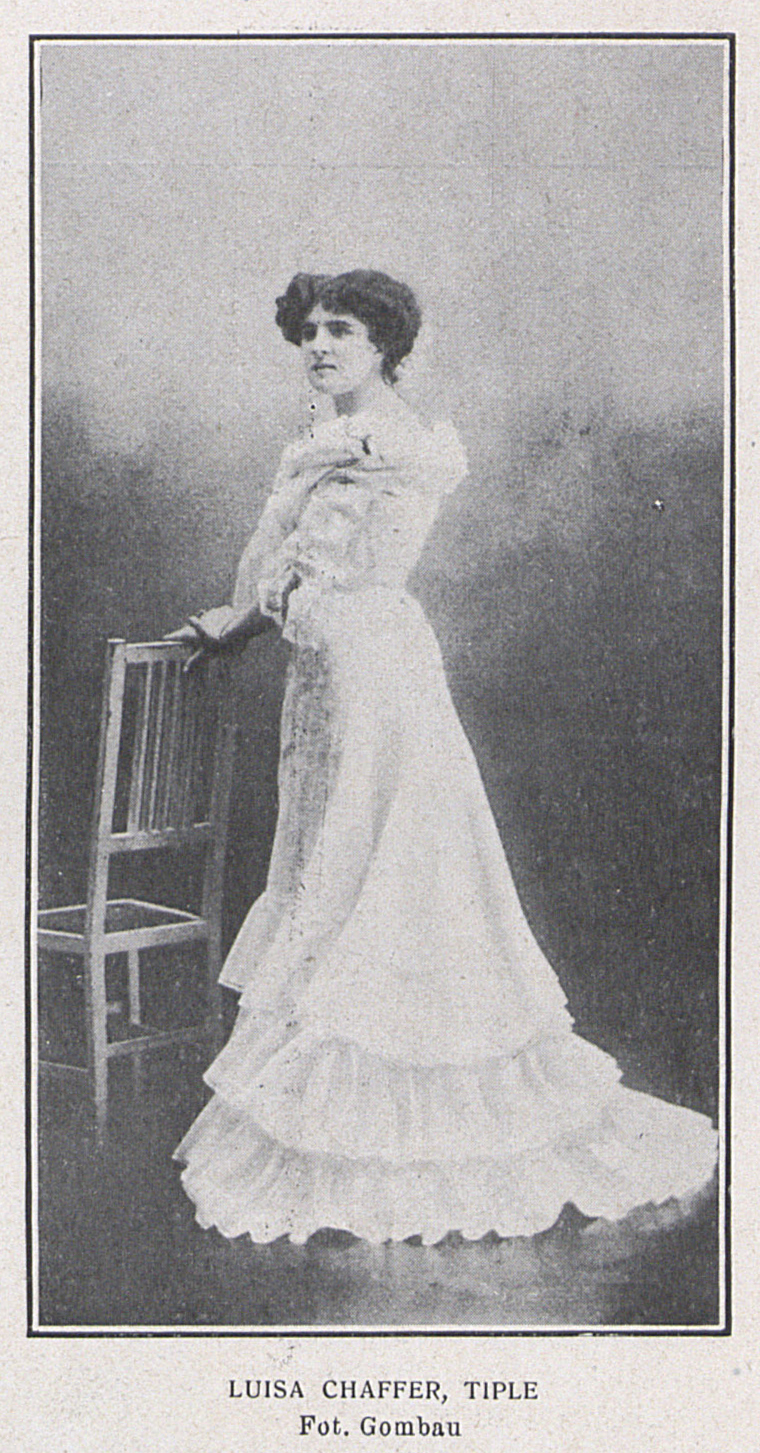
Luisa Chaffer, photographie publiée dans la revue El Teatro, 1er septembre 1904.
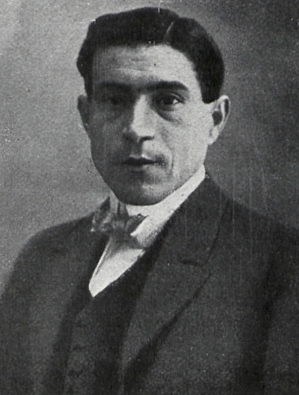
Le baryton Ernesto Hervás, photographie publiée dans la revue El Teatro, 1909.
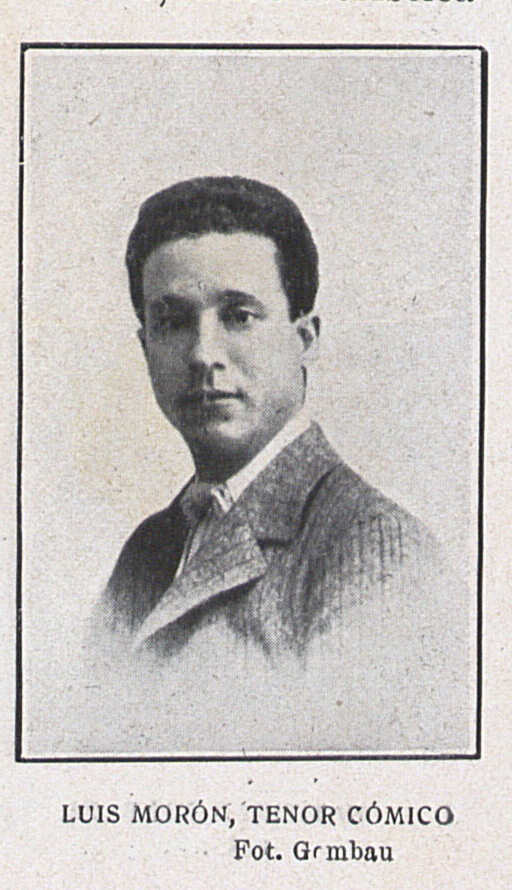
Le ténor Luis Morón, photographie publiée dans la revue El Teatro, 1er septembre 1904.
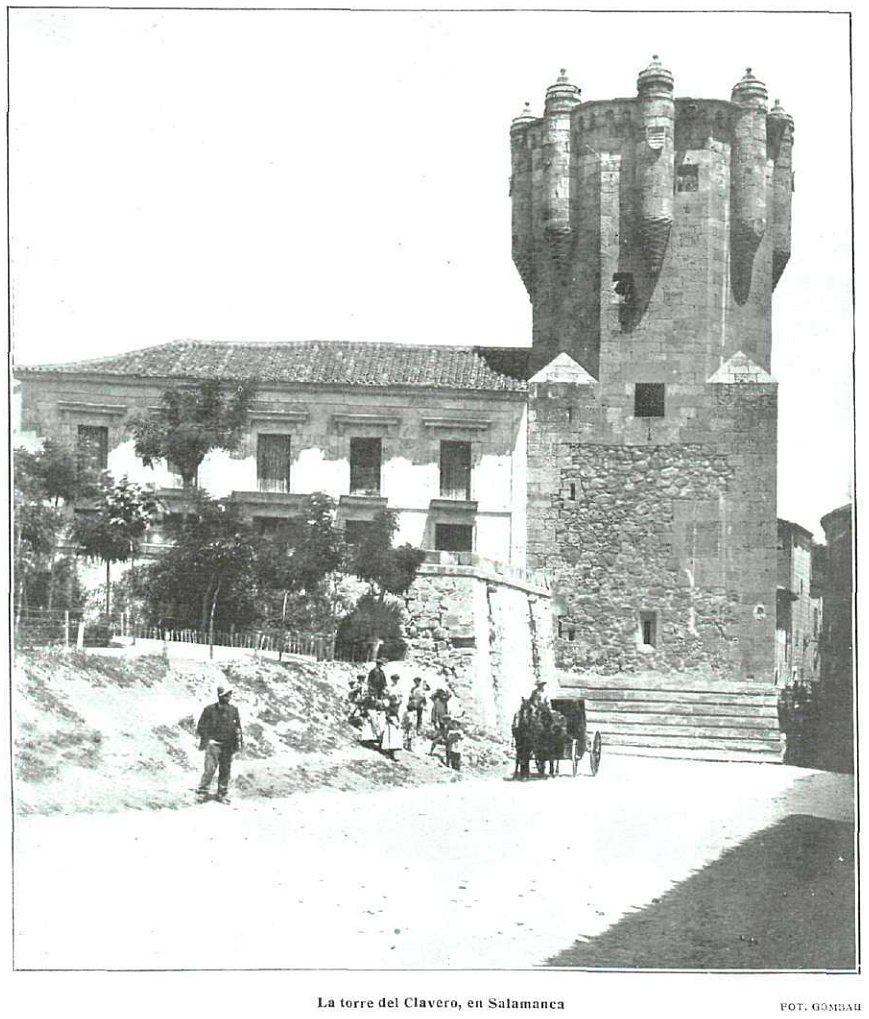
La Torre del Clavero à Salamanque, photographie publiée dans la revue La Esfera, 19 juin 1915.